# Büyük Işıklar, Soma
Büyük Işıklar là một xã thuộc huyện Soma, tỉnh Manisa, Thổ Nhĩ Kỳ. Dân số thời điểm năm 2011 là 75 người.